# Pierre Carteus
Pierre Carteus (* 24. September 1943 in Ronse, Provinz Ostflandern; † 4. Februar 2003 ebenda) war ein belgischer Fußballspieler.

## Karriere

### Vereine
Carteus begann 1955 in seiner Heimatstadt beim KFC Ronse mit dem Fußballspielen. Er debütierte 1959 in der ersten Mannschaft. 1964 wechselte er für zwei Jahre zum KSK Roeselare. Von dort ging er 1966 zum FC Brügge, mit dem er 1968 und 1970 den belgischen Fußballpokal gewann und 1973 belgischer Meister wurde. 1974 verließ er den FC Brügge und war in der Folge bei unterklassigen Vereinen aktiv. Im Alter von 40 Jahren beendete er seine Spielerkarriere 1984 in seiner Geburtsstadt bei AS Ronse.

### Nationalmannschaft
Pierre Carteus bestritt 1970 zwei Länderspiele für die Belgische Fußballnationalmannschaft, in denen er ohne Torerfolg blieb. Im selben Jahr stand er im Aufgebot der belgischen Mannschaft bei der Weltmeisterschaft in Mexiko, blieb jedoch während des Turniers ohne Einsatz.